# Flos (entreprise)
Pour les articles homonymes, voir Flos.

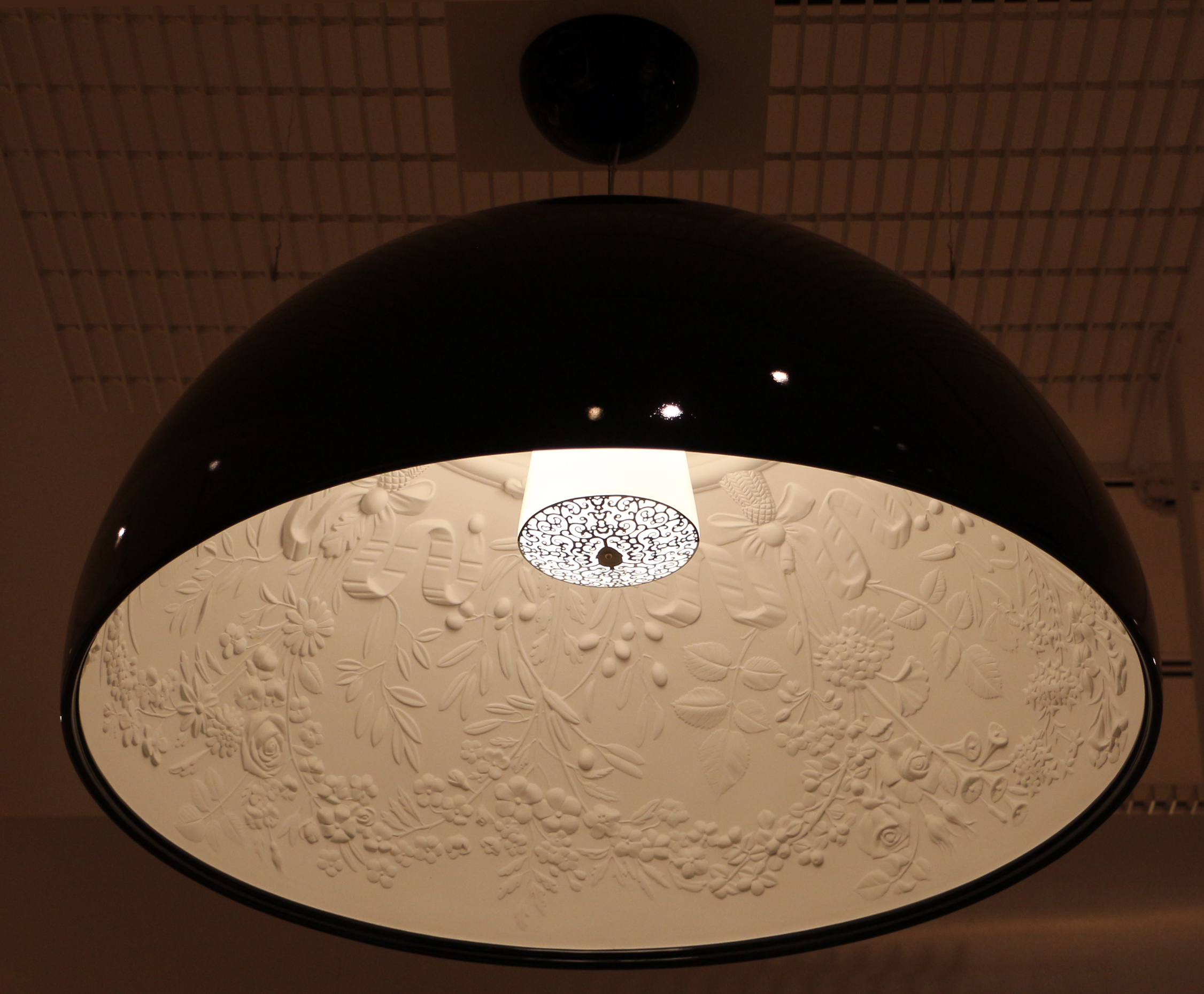
Luminaire à base de plâtre, verre et acier.

Flos est une entreprise italienne fondée à Mérano en 1962 et spécialisée dans les systèmes d'éclairage.